# Ambasadorowie Hiszpanii w Wenecji
Republika Wenecka bardzo silna w XVI i XVII wieku, w kolejnym stuleciu straciła na znaczeniu, więc hiszpańscy dyplomaci woleli być kierowani na inne placówki.

## Hiszpańscy ambasadorzy w Wenecji
- 1698–1702 Juan Carlos Bazan
- 1704–1711 książę Santo Buono
- 1711–1715 zawieszenie kontaktów dyplomatycznych
- 1712 markiz de Barretta inghist.nl (tylko desygnowany)
- 1715–1728 Luis de Tebes
- 1728–1733 Antonio Casado y Velasco, markiz Monteléon
- 1734–1737 Pedro Cebrián y Augustín, hrabia Fuenclara
- 1737–1740 Luigi Rigio Branciforte
- 1741–1744 hrabia Mari
- 1745–1749 markiz Fabio Scotti
- 1749–1771 książę Montealegre
- 1771–1785 Leopoldo de Gregorio, markiz Esquilache
- 1785–1786 Francisco Moñino
- 1786–1795 Simón de las Casas y Aragorri
- 1796–1797 markiz Matalla